# Plonéour-Lanvern
Plonéour-Lanvern är en kommun i departementet Finistère i regionen Bretagne i västra Frankrike. Kommunen ligger i kantonen Plogastel-Saint-Germain som tillhör arrondissementet Quimper. År 2022 hade Plonéour-Lanvern 6 403 invånare.

## Befolkningsutveckling
Antalet invånare i kommunen Plonéour-Lanvern
Referens:INSEE